# ドロテア・タニング
ドロテア・タニング（英: Dorothea Tanning、1910年8月25日 - 2012年1月31日）は、シュルレアリスムの画家、版画家、彫刻家、作家。マックス・エルンストの妻でもあった。

## 経歴
アメリカ合衆国イリノイ州ゲイルスバーグに生まれる。亡命してきたエルンストと出会い、結婚。第二次世界大戦後にフランスに移住した。
彼女の絵画は、現実のものと想像上のものとが入り混じった、ある作品は優雅な、別な作品は妄想的な夢のようなイメージを、写実的に描くもので独特な世界を形作った。絵は独学であるという。彼女ga世に出るきっかけとなったのは、メイシーズ百貨店の職員が、彼女の作品に感銘を受け、ギャラリー・オーナーのジュリアン・レヴィに紹介したことだった。
2012年1月31日、ニューヨーク・マンハッタンの自宅で死去。101歳没。夫エルンストの眠るパリのペール・ラシェーズ墓地に埋葬された。

## 日本における紹介
長い間、日本で紹介されることはなかったが、東京渋谷のギャラリー・アートスペース美蕾樹（ミラージュ）で紹介されたのがはじめとも言われている。『ドロテア・タニング ドロテアの美しい物語』（巌谷國士、アート・スペース美蕾樹、1984年）を参照。